# Julien Tournay-Detilleux
Julien Louis Félix Ghislain Tournay-Detilleux (Brussel, 7 januari 1851 - Oostende, 29 juni 1911) was een Belgisch volksvertegenwoordiger en senator.

## Levensloop
Tournay was een zoon van de handelaar Barthélemi Tournay (1812-1881) en van Félicie Stevens (1819-1893). Hij trouwde met Caroline Detilleux (1852-1920). Ze kregen vier kinderen. Hun zoon Emile Tournay (1878-1968) trouwde met Thérèse Solvay, dochter van Alfred Solvay en nicht van Ernest Solvay.
Hij promoveerde tot doctor in de rechten (1873) aan de ULB en vestigde zich als advocaat in Brussel.
Hij werd in 1880 gedurende enkele weken provincieraadslid in de provincie Namen, maar werd datzelfde jaar liberaal volksvertegenwoordiger voor het arrondissement Namen, een mandaat dat hij vervulde tot in 1884. In 1894 werd hij senator voor het arrondissement Philippeville en dit tot in 1900. Van 1900 tot 1902 was hij opnieuw volksvertegenwoordiger, voor het arrondissement Dinant-Philippeville.
Als reactie op de wet Coremans-De Vriendt over de taalgelijkheid (1898) stichtte Tournay-Detilleux de Association pour la Conservation de la Langue française, dat zich niet alleen richtte tot de Walen, maar ook tot de Franstaligen in Vlaanderen. Het initiatief had enig succes in Gent, maar slaagde niet in Brussel en in Wallonië. Tournay werd integendeel fel aangevallen door de krant L'Âme wallonne, die hem verweet dat hij zich vergiste van strijd: het was niet de Franse taal die in gevaar was, maar wel de rechten van de Walen.
In Watermaal-Bosvoorde is er een openbaar park Tournay-Solvay, een vroegere eigendom van Emile Tournay-Solvay en aangekocht door het Brussels gewest.